# Wzgórze Ryszarda
Wzgórze Ryszarda (niem. Wilhelmshöhe) – najbardziej rozpoznawany przez mieszkańców Bolkowa szczyt w granicach miasta, jest najwyższym wzniesieniem na jego terenie. Wzgórze zbudowane jest z ilasto-piaszczystych łupków łyszczykowych, grzbiet tworzy łupek chlorytowy z soczewkami wapieni i fragmentami diabazów.
15 lipca 2004 r. na wzgórzu w ramach projektu Trasa rowerowa-spacerowa Szlakiem Zamków oddano do użytku ścieżki spacerowe, obecnie znajdują się także ławki i miejsca na ogniska.
Parę lat temu na wzgórzu zaczęto także budować nowe boisko piłkarskie. Nie wiadomo jednak kiedy ta inwestycja zostanie wznowiona, jedynym jej efektem było wyrównanie terenu, postawienie dwóch bramek i bramy.

## Historia
W przeszłości Wzgórze Ryszarda było nazywane Szubienicznym Wzgórzem (niem. Galgenberg). W jego najwyższym punkcie stała widoczna z niemal każdej ulicy miasta murowana szubienica.
Swą obecną nazwę wzgórze zawdzięcza właścicielowi rycerskiego majątku, Richardowi Kramstowi z Wolbromka, który w połowie XIX w. wybudował na wzniesieniu aleje spacerowe. W 1888 r. rząd zezwolił na wycinkę części drzewostanu i stworzenie na wcześniejszym terenie leśnym parku. Oficjalne nazwą tego terenu stał się Park Miejski, znajdowały się w nim alejki, ławki i altany.
28 lipca 1889 r. podczas spotkania na strzelnicy powołano Bolkowskie Towarzystwo Estetyki Miasta, które m.in. zajmowało się Parkiem Miejskim. W tym czasie za jego sprawą powstała, istniejąca do dziś droga (obecnie asfaltowa) prowadząca w stronę Czerwonego Wzgórza i dalej w kierunku Wolbromka oraz nieistniejący już plac zabaw.
Pod koniec lat 40. XX w. na łące w centralnej części wzgórza szkolili się oficerowie żydowskiej Hagany.
W latach 1939–1940 na terenie obecnego boiska znajdowało się 10 baraków przeznaczonych dla służb budowlanych III Rzeszy, po drugiej stronie stały także baraki administracyjne. W latach 1937–1944 na wzgórzu obozowało Hitlerjugend, do ich obozu prowadziła stylowa nieistniejąca dziś brama.
Pod koniec wojny Niemcy rozpoczęli budowę podziemnej fabryki, w której prawdopodobnie produkowane miały być części lotnicze. Pewne jest tylko to, że zaczęto budową trzech chodników, z czego dwa wysadzono w powietrze. Obecnie trwają prace na odkopaniem domniemanej fabryki.
Na początku XX w. na zachodnim zboczu góry istniała bardzo popularna, skierowana w stronę miasta kawiarnia Arsenał (niem. Blockhaus Caffe), jednak w 1945 r. wysadzili ją Rosjanie, a drewniane wyposażenie spalili w kuchni polowej. Do dzisiaj zachowały się ruiny fundamentów. W tym czasie na wzgórzu znajdował się nieistniejący obecnie transformator.
Na południowo-wschodnim zboczu wzgórza miało swoją strzelnicę Bolkowskie Bractwo Kurkowe, do dziś pozostały tylko ruiny.